# Глушково (Красноярский край)
Глушково — деревня в Козульском районе Красноярского края России. Входит в состав Балахтонского сельсовета. Находится на правом берегу реки Тойлок (бассейн реки Чулым), примерно в 20 км к юго-западу от районного центра, посёлка Козулька, на высоте 269 метров над уровнем моря.

## Население
| 2010 |
| ---- |
| 32   |

По данным Всероссийской переписи, в 2010 году численность населения деревни составляла 32 человека (11 мужчин и 21 женщина).

## Улицы
Уличная сеть деревни состоит из 3 улиц.